# Уолвин, Уильям
Уильям Уолвин (англ. William Walwyn; 1600-1681) — активный участник Английской буржуазной революции, памфлетист, врач. Наряду с Джоном Лилбёрном, Ричардом Овертоном и Томасом Принсом — один из главных лидеров и идеологов радикально-политического течения левеллеров.
Автор многочисленных памфлетов на различные религиозно-философские и политические темы.

## Биография
В молодые годы — ученик торговца шёлком, торговец шёлком в зрелые годы, во время гражданской войны в принимал активное участие в политической жизни Англии, стал близким соратником Джона Лилбёрна и Ричарда Овертона. В ряде памфлетов выступал горячим противником религиозных преследований и страстным пропагандистом идей народного суверенитета.
В 1646 году в ответ на ересиологический трактат «Гангрена» Т. Эдвардса, опубликовал 5 брошюр
Входившие с 1647 г. в руководящую группу левеллеров Рейнсборо, Ричард Овертон и Уильям Уолвин по своим политическим и социально-экономическим взглядам были явно левее Лилбёрна, бескомпромиссного противника не только социалистических, но и эгалитаристских идей, считавшего, что избирательное право необходимо распространить только на всех мелких и мельчайших собственников, но не на наёмных работников и не на нищих. Так, Уильям Уолвин, которого «современники считали лучшим мыслителем левеллеров», выступал за уничтожение собственности и государства, он считал, что «мир не станет совершенным до тех пор, пока все не сделается общим», а на возражение, что это приведет к свержению всех правительств, отвечал, что «тогда не будет ни малейшей надобности в правительстве, ибо тогда на свете не останется ни воров, ни алчных людей, ни взаимных обманов и оскорблений, и таким образом не будет необходимости существовании правительства. Если возникнет какое-либо несогласие, возьмите сапожника или любого другого ремесленника с репутацией честного и справедливого человека, предоставьте ему выслушать и разрешить спор, а затем дайте ему вернуться к своей работе».
В своей борьбе за осуществление требований буржуазной демократии Лилбёрн, Овертон и Уолвин постоянно ссылались на «Великую хартию вольностей» и рассматривали выдвигаемые требования, как восстановление прежних свобод, утерянных предками во время нормандского завоевания, то есть выступали за создание республики и предоставление населению широких демократических прав и свобод.
За воззвания с призывом к продолжению революции лидеры левеллеров Лилбёрн, Овертон, Уолвин и Принс в марте 1649 г. были арестованы по обвинению в государственной измене и заключены в лондонский Тауэр, а осенью 1649 г., после подавления солдатских восстаний, преданы суду присяжных (признание их виновными означало бы для них смертный приговор). Под давлением народных масс Лондона суд присяжных их оправдал, но решающая битва левеллеров была проиграна ещё до этого, в мае 1649 года.

## Избранные публикации
Политические и религиозные работы
- A New Petition of the Papists 1641
- Some Considerations Tending to the Undeceiving Those, Whose Judgements Are Misinformed 1642
- The Power of Love 1643
- The Compassionate Samaritane 1644
- Good Counsell to All 1644
- A Help to the Right Understanding of a Discourse Concerning Independency 1644/5
- Englands Lamentable Slaverie 1645
- Tolleration Justified and Persecution Condemned 1645/6
- A Whisper in the Eare of Mr. Thomas Edwards, Minister 1645/6
- A Word More to Mr Thomas Edwards … Concerning the National Covenant 1645/6
- A Word in Season: To All Sorts of Well Minded People 1646
- An Antidote against Master Edwards 1646
- The Just Man in Bonds 1646
- A Remonstrance of many Thousand Citizens (в соавт. с Овертоном) 1646
- A Prediction of Mr Edwards His Conversion and Recantation 1646
- A Demurre to the Bill for Preventing the Growth and Spreading of Heresie 1646
- A Parable, or Consultation of Physitians upon Master Edwards 1646
- A Still and Soft Voice from the Scripture 1647
- Gold Tried in the Fire; or, The Burnt Petitions Revived 1647
- The Bloody Project 1648
- The Vanitie of the Present Churches 1648/9
- A Manifestation 1649
- An Agreement of the Free People of England 1649
- The Fountain of Slaunder Discovered 1649
- Walwyns Just Defence 1649
- Juries Justified 1651
- W Walwyns Conceptions; For a Free Trade 1652

Медицинские работы
- Spirits Moderated 1654
- Healths New Store-House Opened 1661
- A Touch-Stone for Physick 1667
- A Physick for Families 1669